# Barnafejű pápaszemesmadár
A barnafejű pápaszemesmadár (Zosterops atriceps) a madarak osztályának verébalakúak (Passeriformes) rendjébe és a pápaszemesmadár-félék (Zosteropidae) családjába tartozó faj.

## Rendszerezése
A fajt George Robert Gray angol zoológus írta le 1860-ban.

## Alfajai
- Zosterops atriceps atriceps G. R. Gray, 1861
- Zosterops atriceps dehaani Bemmel, 1939
- Zosterops atriceps fuscifrons Salvadori, 1878[2]

## Előfordulása
Indonéziához tartozó Maluku-szigetek északi szigetein honos. Természetes élőhelyei a szubtrópusi és trópusi síkvidéki esőerdők és mangroveerdők, valamint szántóföldek. Állandó nem vonuló faj.

## Megjelenése
Testhossza 12 centiméter.

## Természetvédelmi helyzete
Az elterjedési területe kicsi, egyedszáma pedig csökken, de még nem éri el a kritikus szintet. A Természetvédelmi Világszövetség Vörös listáján nem fenyegetett fajként szerepel.